# فرانچسکو سالومینی
فرانچسکو سالومینی (انگلیسی: Francesco Salvemini؛ زادهٔ ۲۵ سپتامبر ۱۹۹۶) بازیکن فوتبال است.
از باشگاه‌هایی که در آن بازی کرده‌است می‌توان به باشگاه فوتبال مسینا اشاره کرد.